# Zákon o Golanských výšinách
Zákon o Golanských výšinách je izraelský zákon, který aplikuje izraelskou vládu a zákony na Golanské výšiny. Zákon ratifikoval Kneset 14. prosince 1981.
Zákon byl schválen až ve třetím čtení, které je poměrně vzácné, rok a půl před izraelským stažením ze Sinajského poloostrova a byl silně kritizován středo-levicovou opozicí, mimo jiné z důvodu, že může brzdit budoucí potenciální mírová jednání se Sýrií.
Zatímco většina izraelské veřejnosti, obdobně jako kritici tohoto zákona, vnímala jeho schválení jako anexi, zákon se výslovně vyhnul použití tohoto termínu. V reakci na kritika zákona Amnona Rubinsteina ze strany Šinuj prohlásil tehdejší premiér Menachem Begin: „Vy používáte slovo anexe, já ho nepoužívám,“ a dodal, že podobná formulace, kterou obsahuje schválený zákon, byla použita v zákonu z roku 1967, který opravňuje vládu aplikovat izraelské právo na jakoukoliv část Země izraelské. Dřívější zákon však zahrnoval pouze ta území, které zahrnoval britský mandát, což vyžadovalo zvláštní zákon pro Golanské výšiny, které byly zahrnuty ve francouzském mandátu Sýrie.
Tři dny po schválení zákona jej odsoudila Rada bezpečnosti OSN v rezoluci č. 497, kterou zákon prohlásila za neplatný a postrádající mezinárodní právní účinek.

## Zákon
Tři obecná ustanovení v Zákonu o Golanských výšinách jsou:
1. „Právo, jurisdikce a správa Státu Izrael nabyde platnosti v Golanských výšinách jak je popsáno v dodatku.“
2. „Tento zákon nabude platnosti v den jeho schválení Knesetem.“
3. „Ministr vnitra je pověřen provedením tohoto zákona a je oprávněn po konzultací s ministrem spravedlnosti ustanovit nařízení pro jeho implementaci a vytvořit předpisy pro dočasné zajištění, týkající se kontinuity aplikace směrnic, předpisů, administrativních předpisů, práv a povinností, které byly platné na území Golanských výšin již před přijetím tohoto zákona.“

Podpis:
- Jicchak Navon – prezident
- Menachem Begin – premiér
- Josef Burg – ministr vnitra

Schváleno Knesetem většinou hlasů – 61 pro, 21 proti.